# ساتوشی کویزومی
ساتوشی کویزومی (انگلیسی: Satoshi Koizumi؛ زادهٔ ۹ ژوئن ۱۹۸۵) بازیکن فوتبال اهل ژاپن است.